# Hermann Heinrich Ploss
Hermann Heinrich Ploss (* 8. Februar 1819 in Leipzig; † 11. Dezember 1885 ebenda) war ein deutscher Gynäkologe und Anthropologe. Er war Ordinarius an der medizinischen Fakultät der Universität Leipzig. Dabei veröffentlichte er zahlreiche Werke zur Sexualmedizin und galt als einer der Begründer der vergleichenden Gynäkologie und Pädiatrie. 
Hermann Ploss studierte ab 1839 Medizin in Leipzig und wurde 1846 promoviert. Danach war er bis 1852 städtischer Armenarzt in Leipzig, 1866 bis 1867 stellvertretender Bezirksarzt, bis 1875 Arzt des Wöchnerinnenvereins und 1875 bis 1881 Mitglied im Stadtverordnetenkollegium.
1854 gründete er die geburtshülfliche Gesellschaft in Leipzig und war zeitweise deren Direktor. 
Sein Buch Das Weib in der Natur- und Völkerkunde war zu seiner Zeit sehr populär und erlebte viele Auflagen. Er veröffentlichte auch zur Geburtshilfe.

## Schriften
- mit B. Renz: Das Kind in Brauch und Sitte der Völker. 2 Bände. Auerbach, Stuttgart 1876; 3. Auflage Leipzig 1913.
- Das Weib in der Natur- und Völkerkunde. Anthropologische Studien. 3 Bände. Grieben, Leipzig 1885 (neuere Auflagen bearbeitet durch Maximilian Bartels und dessen Sohn Paul Bartels); 11. Auflage ebenda 1927.